# Gòstivar

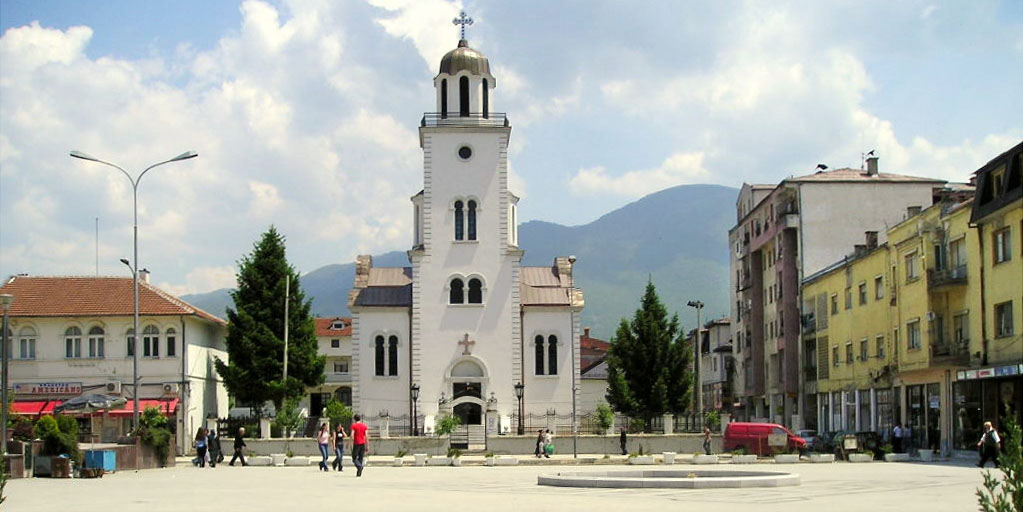
Centre de Gòstivar

Gòstivar (macedònic: Гостивар; albanès: Gostivari; turc: Gostivar) és una ciutat de Macedònia del Nord, situada a la regió de la vall superior del Polog.
És un dels municipis més grans del país, amb una població de 81.042 hab i una extensió de 1.341 km².
Gòstivar té bones connexions per carretera i ferrocarril amb les altres ciutats a la regió, com Tètovo, Skopje, Kičevo, Ohrid i Dèbar. L'any 1995 es va construir una moderna autovia des de Gòstivar fins a Tètovo, de 24 km de longitud.

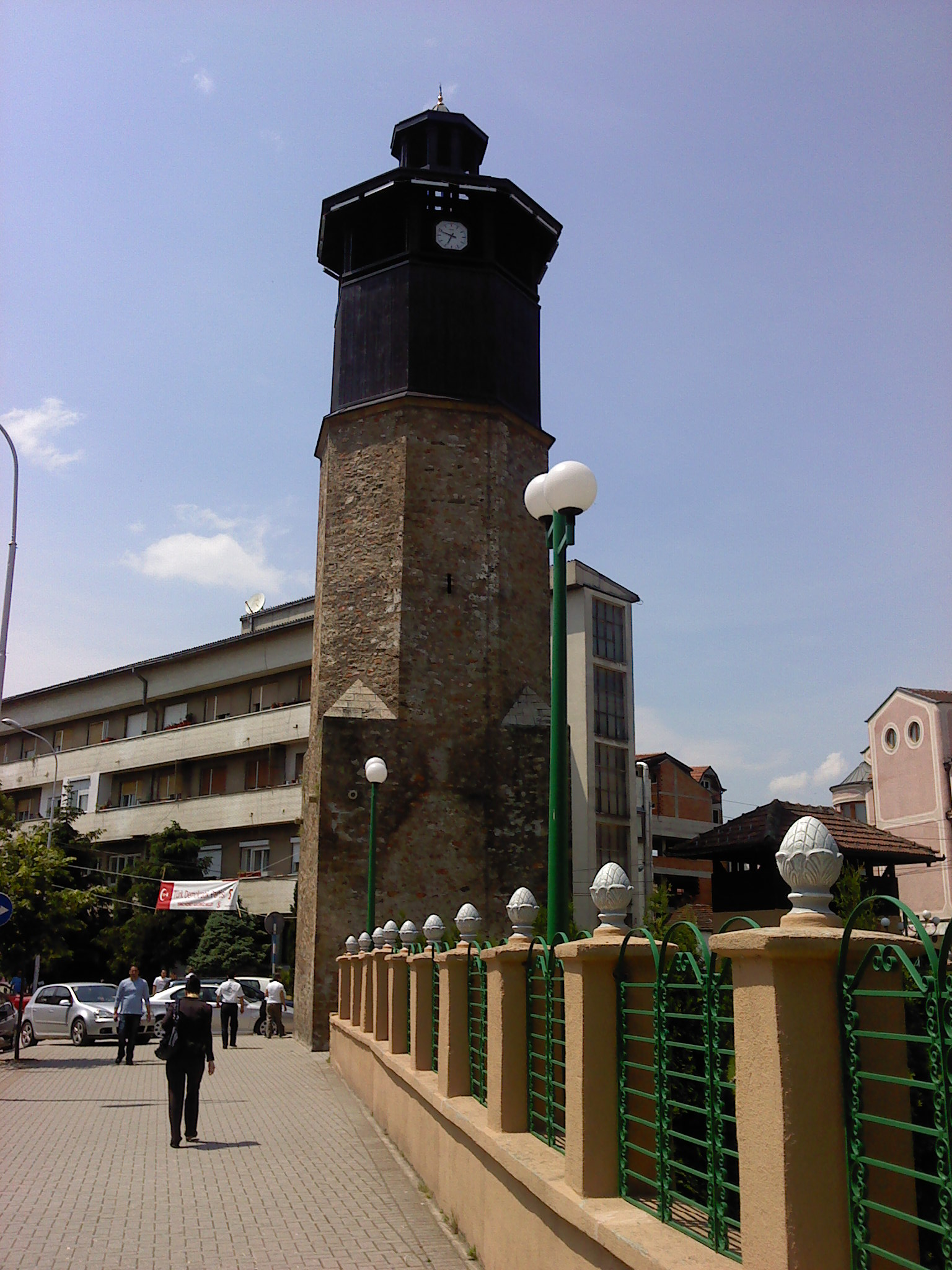
Torre del rellotge

## Demografia
Segons el cens de l'any 2002, Gòstivar estava formada per diferents grups de població:
- Albanesos: 54.038 (66,6%)
- Macedonis: 15.877 (19,5%)
- Turcs: 7.991 (9,8%)
- Gitanos: 2.237 (3,8%)
- Serbis: 160 (0,19%)
- Bosnians: 39 (0,04%)
- Valacs: 15 (0,01%)
- Altres: 685 (0,84%)